# 文武廟 (百擔村)
文武庙，又名广东省郁南文武革命馆，位于中国广东省云浮市郁南县桂圩镇百担村，为郁南县的一个县级文物保护单位，类型为古建筑，公布时间为2005年9月14日。
文武庙为明朝始建，2002年重建。